# 張進偉
張進偉（藝名：DJ Tommy、张天誌；绰号乌蝇（1971年12月27日—），是一名香港的唱片骑师和音乐制作人。他早於1991年便以打碟DJ出道，曾获得多次DMC及Technics世界DJ大赛的奖项1996獲得世界第二名，是蜚声国际的打碟DJ，1999年与香港涂鸦教父MC仁、李灿森等12人组成传奇一时的hip hop乐队LMF，但2010(已離團)大懒堂，创办了90年代DJ服饰潮牌Color（已搁置发展），2004年与陈冠希、陈奂仁合作创立CMD唱片公司并出任CEO（已退出）并创办了华人第一潮牌Clot，2011年，天誌艺人管理公司，旗下艺人包括農夫、咖啡因公园、Double T，在香港积极推广Hip-Hop文化。他亦是農夫的經理人(2004年之今)。

## 专辑
- 1999：《Scratch Rider》
- 2001：《Respect For Da Chopstick Hip Hop》
- 2003：《DJ Tommy》《Updated Software 2.0 EP》
- 2009：《Vinyl-CD-MP3》

## 作曲
| 大懶堂 | 農夫 | 陳冠希 | 咖啡因公園 |
| ------ | ---- | ------ | ---------- |
| 範例   | 範例 | 範例   | 範例       |

## 荣誉
- 1991年度香港DMC DJ冠军
- 1992年度香港DMC DJ冠军
- 1992年度 Technics 世界DJ冠军大赛第8名
- 1996年度香港DMC DJ冠军
- 1996年度 Technics 世界DJ冠军大赛的亚军
- 1997年度 Technics 世界DJ冠军大赛第6名
- 2005年度British televison advertising craft award最佳音乐创作奖
- 2008年度十大中文金曲金曲作曲《全民皆估》